# خالد بن عبد العزيز بن محمد بن عياف آل مقرن
الأمير خالد بن عبد العزيز بن محمد بن عياف بن مقرن كان يشغل منصب وزير الحرس الوطني بالمملكة العربية السعودية حتى 27 ديسمبر 2018، وكان يشغل منصب وكيل الحرس الوطني لشؤون الأفواج بالمرتبة الخامسة عشرة في عام 2007، والده عبدالعزيز كان من مؤسسي الحرس الوطني السعودي.

## حياته
حصل على درجة البكالوريوس (إدارة أعمال) مع مرتبة الشرف من الولايات المتحدة الأمريكية عام 1996.
عُيّن على وظيفة سكرتير بالمرتبة العاشرة بمكتب وكيل الحرس الوطني للشؤون العسكرية ـ مديراً للمكتب السري، ثم كُلّف كمشرفاً عاماً على مكتب وكيل الحرس الوطني للشؤون العسكرية في عام 1418
كُلّف بالإشراف العام على الإدارة العامة للأسلحة والذخيرة بعام 1419، ثم كُلّف وكيلاً للحرس الوطني لشؤون الأفواج لمدة خمس سنوات في عام 1422، وفي عام 1428هـ صدر قرار مجلس الوزراء بتعيينه وكيلاً للحرس الوطني لشؤون الأفواج بالمرتبة الخامسة عشرة.
وفي 4 نوفمبر 2017 - 15 صفر 1439هـ صدر أمر ملكي بتعيينه وزيراً للحرس الوطني.